# Keleti tuja
A keleti tuja vagy keleti életfa (Platycladus orientalis, korábban Biota orientalis és Thuja orientalis) a ciprusfélék (Cupressaceae) családjába tartozó növényfaj, a Platycladus nemzetség egyetlen képviselője. A gyakorlatban még elterjedtebb a Thuja orientalis megnevezés; népi neve: ciprus.

## Származása, elterjedése
Kelet-Ázsiából származik: Kínában, Japánban és a Koreai-félszigeten erdőalkotó. Európába a 19. század elején hozták be dísznövényként. Azóta Dél-Európában jóformán mindenütt, és helyenként a Kárpát-medencében is kivadult.

## Megjelenése, felépítése
Kisebb fa vagy nagyobb cserje; max. magassága termőhelytől függően 5-10 méter. Koronája szabályos ovális, ágrendszere sűrű. Vastag, fiatalon vöröses, később szürkésbarna kérge szalagosan leválik.
Különlegessége, hogy hajtásain a pikkelylevelek függőleges síkba rendeződnek. Mindkét oldaluk világos kékeszöld, a lappikkelyek hátán barázda fut. Lombozata télen kissé megbarnul. Virágai egyivarú egylakiak. A rövidhajtások végén növő porzós virágok igen kicsik, kissé sárgásak. Nem feltűnő, halvány rózsaszín, négytagú tobozvirágai a hajtáscsúcsokon nyílnak.
Zömök, 1,5 cm hosszú tobozai kissé oválisak, kezdetben húsosak. A csúcs alatt hátragörbülő szarvacskát viselő, hosszúkás tobozpikkelyek eleinte hamvaszöldek és húsosak, idővel megfásodnak. Magja apró tojásdad, sötétbarna, szárny nélküli, világos köldökkel — egyes fajtáié sárgás.

## Életmódja, termőhelye
Március-áprilisban virágzik.
Fényigényes, a szárazságot jól tűri. Félárnyékban, illetve árnyékban hajtásai kiritkulnak, koronája elcsúful. Kedveli a jó vízgazdálkodású, jól levegőző, mély talajokat. A szárazabb helyeken lassabban fejlődik. A téli fagyokat jól elviseli, a korai és késői fagyok sem károsítják; csak nedves és csapadékos helyeken fagyérzékeny. Meszes talajon is megél. Viszonylag lassan nő: az első években évi 10-15, később 25–30 cm-t.
Termései Közép-Európában csak a melegebb, védett helyeken érnek be.

## Felhasználása

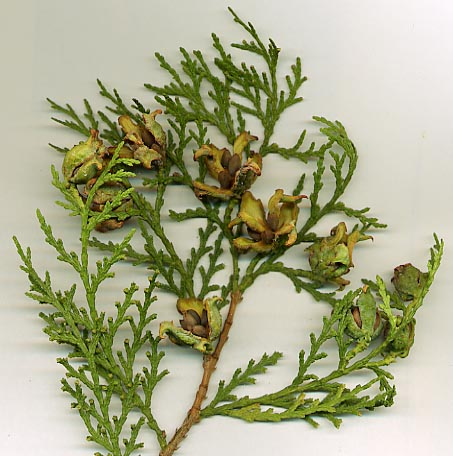

Származási helyén a műbútorasztalosok és a modellezők dolgoznak a leggyakrabban vele, mivel az életfafélék fája közepesen puha és rendkívül könnyű.[forrás?] Kínában igen fontos kultikus növény volt. Magyarországon kertek, parkok, temetők díszfájaként kedvelt.

## Alfajok, változatok
Számos kertészeti változatát alakították ki; közülük legszebbeknek a fiatalkori (tűlevelű) és a sárga színű alakokat tartják.

### 'Aurea'
A sárga lombú, magról szaporított típusokat 'Aurea' gyűjtőnéven fogják össze. Ezek általában kisebbek (4–6 m), gyengébbek és valamivel lassabban is nőnek, mint az alapfaj. A friss hajtások színe tavasszal igen mutatós aranysárga. Nyárra ez a szín sárgászöldre tompul, majd őszre a külső hajtások bronzosra sötétednek, de a növény belseje ekkor is zöld marad. Lassabb növekedése miatt a telet az alapfajnál jobban tűri, viszont a szárazságot kevésbé viseli el.

### ‘Aurea Nana’
Az ‘Aurea Nana’ az aranysárga–sárga, alacsony termetű és az 'Aurea' változatnál lassabban növő fajták gyűjtőneve. Fél m magasságig jellemzően tojásdad vagy gömbölyű, ezután 2 m-es kúppá fejlődhet; Ágai vékonyak, finomak; hajtásai sűrűn állnak. Lombjának színe évszakonként az 'Aurea' fajtákhoz hasonlóan változik. Az alapfajhoz hasonlóan a száraz, meleg helyeket kedveli.

### 'Sieboldii'
Lassan növő, sűrű ágú törpe változat élénkzöld lombbal.

### Egyéb változatok
- ‘Golden Surprise’ – nyáron sárgás, télre barnássá váló pikkelylevelekkel;[1]
- ‘Berkmannii’ – törpe arany, télen barnássá válik;[3]
- ‘Meldensis’ – zárt zöld, télre bebarnul;[3]
- ‘Pyramidalis Aurea’ – karcsú kúp, szoliternek is alkalmas;[3]
- ‘Elegantissima’ – aranysárga végű hajtásokkal, kevéssé szárazságtűrő.[2]

Ha kiszámítható külsejű növényeket szeretnénk kapni, a magról szaporított példányokkal nem érdemes próbálkozni, hanem dugványozással érdemes szaporítani.

## Gyógyhatása
A kínai gyógynövényes orvoslás 50 alapvető növényének egyike, de gyógyhatása nem bizonyított. Mind a levelek, mind a magok illóolajat tartalmaznak, amiben borneol, bornil-acetát, tujon és kámfor mellett szeszkviterpének vannak. Az életfa fertőtlenítő és immunstimuláns hatása miatt alkalmazzák mint gyógynövényt, de illóolajának erősen toxikus hatása miatt szigorúan csak orvosi javallatra, orvos ellenőrzése mellett használható.[forrás?]

## Legek
Tádzsikisztánban egy 35 m magas példányt tartanak számon.
Peking környékén 1000 év körüli példányok találhatók.